# Pseudotachylit

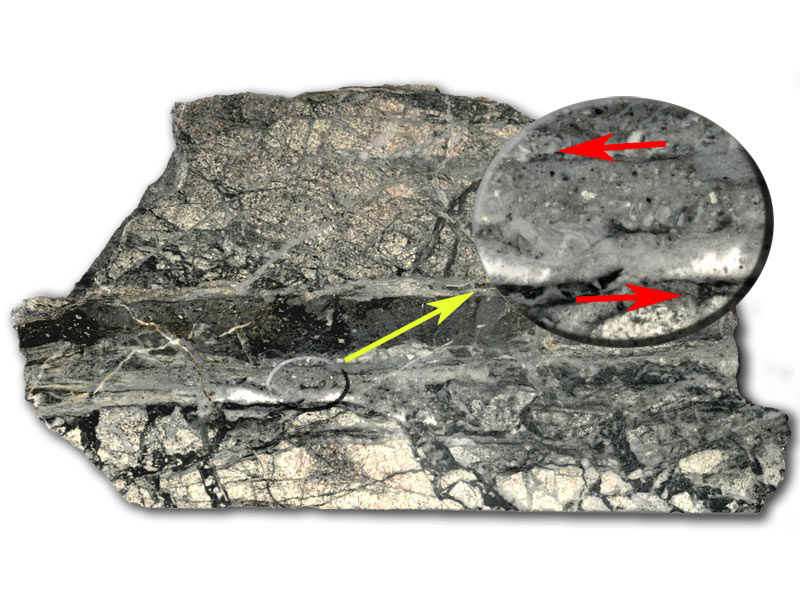
Pseudotachylit från Rochechouartkratern, en nedslagskrater i Frankrike

Pseudotachylit är en metamorf bergart. Pseudotachylit består huvudsakligen av friktionsglas som uppkommer genom smältning på grund av kraftig deformation. De förekommer ofta som sprickfyllnader i andra starkt deformerade bergarter som myloniter. De bildar ofta band och ådror. De kan förekomma vid meteoritkratrar. Pseudotachyliter innehåller ibland bergartsfragment av till exempel gnejs och kan förekomma som grundmassa i breccia.
På Isle of Barra i Skottland kan man hitta sprickfyllnader av svart pseudotachylit i gnejs.